# Atef Montasser
Atef Fahim Mohamed Montasser, född 15 september 1948 i Tanta i Egypten, död 14 april 2018, var en egyptisk skivproducent, verkställande A&R samt grundaren av skivbolaget Sout El-Hob.  Montasser tillskrivs förtjänsten till att ha upptäckt artister både i Egypten och övriga Arabvärlden såsom Hany Shaker, Ahmed Adaweyah, Aziza Jalal, Mohammed Fouad, Medhat Saleh, Omar Fathi, El Masryeen, Four M och Metkal Kenawy. Vidare tillskrivs han även äran av att ha upptäckt den algeriska sångerskan Warda.

## Biografi
Atef Montasser föddes den 15 september 1948 i staden Tanta, Al-Gharbiya, Egypten. Han utexaminerades från handelsfakulteten vid  Kairo Universitet. Han hade fyra syskon: Samia, Ahmed, Mohamed Abdel-Mon’em och Mostafa. Montasser förblev ogift fram till sin död.
Ursprungligen jobbade Atef Montasser vid ett familjeägt byggföretag . Vid 22 års ålder mötte han Mamoun Al-Shinnawy, en poet, som kom att föreslå grundandet av ett skivbolag. Efter förhandlingar med sin fader, som från början motsatte sig denna ide, gick han och hans äldre bror med på att ge ett lån för att kunna etablera sitt bolag år 1972. De kallade bolaget för ”Sout El-Hob Records”. Ma´moun Al-Shinnawy var bolagets konstnärliga rådgivare. Distributör för Sout El-Hob Records var Montassers kusin, Mohsen Gaber, som senare kom att grunda  företaget ”Alam El-Phan” och TV kanalen ”Mazzika”.

## Sout El-Hob Records
En av de första artisterna att spelas in för Sout El-Hob Records var Hany Shaker. Montasser har producerat hans första fyra skivsläpp.
Montasser tillskrivs förtjänsten till att ha upptäckt artister både i egypten och övriga arabvärlden såsom Hany Shaker, Ahmed Adaweyah, Aziza Jalal, Mohammed Fouad, Medhat Saleh, Omar Fathi, El Masryeen, Four M och Metkal Kenawy. Vidare tillskrivs han äran av att ha fört den algeriska sångerskan Warda till rampljuset. Sout El-Hob records har distribuerat flera filmer under namnet Sout El-Hob Movies (Atef Montasser and his Partners). De har också producerat Wardas film Ah Ya Leil Ya Zaman, år 1977. De har även spelat in musik av Omar Khairat.
Skivbolaget har spelat in Koranrecitationer av bland annat Sheikh Al-Tablawi, och Sheikh Mahmoud Khalil Al-Hussary. Koranen spelades in över 31 kassettband. Montasser har återupplivat Sayed Darwishs arv genom upptäckten av Iman El Bahr Darwishs talang. Han har producerat låtar med Mohamed Abdu i hans tidiga karriär samt Fayza Ahmeds och Najats tidiga musik.  Han har även producerat en sång med titeln Fe Aman Allah av Mohamed Abdu under hans tidiga karriär.
Atef Montasser mötte kompositören Hani Shenouda i mitten av 1970-talet och de etablerade ”El Masryeen Band”. Gruppens första kassettband, innehållande åtta korta sånger, släpptes år 1977. Inspelningsprocessen tog åtta månader. Under en period importerade Montasser kassettband från Tyskland och Schweiz. Många framträdanande poeter har skrivit låtar för bandet såsom Salah Jahin och Omar Batesha. Montasser mötte också Doktor Ezzat Abu Ouf I mitten av 1970-talet. De etablerade tillsammans gruppen Four M. Bandmedlemmarna bestod av Abu Oufs systrar: Mona, Maha, Manal and Mervat.
År 1985 knöt Sout El-Hob Records ett avtal med skivbolaget EMI Music, ett Brittiskt-Amerikanskt skivbolag ägd av Universal Music Groups, som tog del av produktionen inom arabvärlden. Samarbetet varade i sex år. Sout El-Hob Records besitter den fjärde största arabiska musikkatalogen i Mellanöstern och Nordafrika.
Atef Montassers brorson, Sherif Montasser, tog över Sout El-Hob Records som ägare och VD.
Atef Montasser har producerat över 350 album och 1830 sånger.

### Urval av artister
- Ahmed Adaweyah
- Warda Al-Jazairia
- El Masryeen Band
- Hamid Al-Shairi
- Mohammad Fouad
- Medhat Saleh
- Leila Mourad
- Omar Khairat
- Hany Shaker
- Najat Al Saghira
- Iman El Bahr Darwish
- Aziza Jalal
- Fatma Eid
- Fayza Ahmed
- Four M
- Hany Mehanna
- Hany Shanouda
- Huda Sultan
- Mohamed El-Helw
- Majd El Qassem
- Mohammed Tharwat
- Mohammed Abdu
- Metkal Kenawy

### Urval av låtar
- "El Sah El Dah Embo" av Ahmed Adaweyah
- "Esmaouny" av Warda Al-Jazairia[10]
- "Fe El Seka" av Mohammad Fouad
- "Keda Bardo Ya Amar" av Hany Shaker
- "Kawkab Tany" av Medhat Saleh
- "Matehsebosh Ya Banat" av El Masryeen Band
- "El Leila El Kebira" av Four M band
- "Mahsobkom Endas" av Iman El Bahr Darwish[11]
- "Fe Aman Allah" av Mohammed Abdu[12

## Atef Montassers död
Atef Montasser dog 4 april, år 2018. Hans begravning tog plats i Omar Makram Moske i Kairos innerstad. Han begravdes i sin familjegrav i Nasr City, Kairo, Egypten.